# Grammicomyia cyanescens
Grammicomyia cyanescens är en tvåvingeart som först beskrevs av Günther Enderlein 1922.  Grammicomyia cyanescens ingår i släktet Grammicomyia och familjen skridflugor. Inga underarter finns listade i Catalogue of Life.